# Dyskografia Justina Timberlake’a
Dyskografia Justina Timberlake’a – amerykańskiego wokalisty składa się z sześciu albumów studyjnych, dwóch kompilacji, trzech minialbumów oraz czterdziestu trzech singli (w tym osiemnastu z gościnnym udziałem).

## Albumy studyjne
| Rok                                                     | Dane dot. albumu | Najwyższe pozycje na listach | Najwyższe pozycje na listach | Najwyższe pozycje na listach | Najwyższe pozycje na listach | Najwyższe pozycje na listach | Najwyższe pozycje na listach | Najwyższe pozycje na listach | Najwyższe pozycje na listach | Najwyższe pozycje na listach | Najwyższe pozycje na listach | Najwyższe pozycje na listach | Najwyższe pozycje na listach | Najwyższe pozycje na listach | Najwyższe pozycje na listach | Najwyższe pozycje na listach | Najwyższe pozycje na listach | Najwyższe pozycje na listach | Najwyższe pozycje na listach | Najwyższe pozycje na listach | Najwyższe pozycje na listach | Najwyższe pozycje na listach | Sprzedaż                                                | Certyfikat |
| Rok                                                     | Dane dot. albumu | USA                          | AUS                          | AUT                          | BEL (FL)                     | BEL (WAL)                    | CAN                          | DEN                          | ESP                          | FIN                          | FRA                          | GER                          | IRL                          | ITA                          | NLD                          | NOR                          | NZ                           | POL                          | POR                          | SWE                          | SWI                          | UK                           | Sprzedaż                                                | Certyfikat |
| ------------------------------------------------------- | --- | ---------------------------- | ---------------------------- | ---------------------------- | ---------------------------- | ---------------------------- | ---------------------------- | ---------------------------- | ---------------------------- | ---------------------------- | ---------------------------- | ---------------------------- | ---------------------------- | ---------------------------- | ---------------------------- | ---------------------------- | ---------------------------- | ---------------------------- | ---------------------------- | ---------------------------- | ---------------------------- | ---------------------------- | ------------------------------------------------------- | --- |
| 2002                                                    | Justified - Wydany: 4 listopada 2002 - Wytwórnia: Jive Records - Format: CC, CD, digital download, LP                      | 2                            | 9                            | 33                           | 10                           | 8                            | 7                            | 4                            | –                            | 7                            | 30                           | 11                           | 1                            | 22                           | 4                            | 9                            | 5                            | –                            | 30                           | 21                           | 22                           | 1                            | - Świat: 10 000 000+ - USA: 3 800 000+ - UK: 1 900 000+ | - USA: 3× platynowa płyta - AUS: 3× platynowa płyta - AUT: złota płyta - BEL: złota płyta - CAN: 2× platynowa płyta - GER: platynowa płyta - NZ: platynowa płyta - SWE: złota płyta - SWI: platynowa płyta - UK: 6× platynowa płyta                                                                     |
| 2006                                                    | FutureSex/LoveSounds - Wydany: 8 września 2006 - Wytwórnia: Jive Records, Zomba - Format: CD, CD/DVD, digital download, LP | 1                            | 1                            | 5                            | 5                            | 4                            | 1                            | 3                            | 30                           | 5                            | 5                            | 3                            | 1                            | 7                            | 4                            | 5                            | 4                            | 1                            | 20                           | 2                            | 2                            | 1                            | - Świat: 10 000 000+ - USA: 4 400 000+ - UK: 1 200 000+ | - USA: 4× platynowa płyta - AUS: 6× platynowa płyta - AUT: złota płyta - BEL: 2× platynowa płyta - CAN: 5× platynowa płyta - GER: 2× platynowa płyta - FIN: złota płyta - IRL: 6× platynowa płyta - NZ: 3× platynowa płyta - POL: 2× platynowa płyta - SWI: 2× platynowa płyta - UK: 4× platynowa płyta |
| 2013                                                    | The 20/20 Experience - Wydany: 15 marca 2013 - Wytwórnia: RCA Records - Format: CD, digital download, LP                   | 1                            | 1                            | 2                            | 3                            | 8                            | 1                            | 2                            | 9                            | 10                           | 6                            | 1                            | 1                            | 5                            | 2                            | 2                            | 1                            | 5                            | 9                            | 12                           | 1                            | 1                            | - Świat: 6 000 000+ - USA: 2 427 000+ - UK: 315 000+    | - USA: 2× platynowa płyta - AUS: złota płyta - CAN: 2× platynowa płyta - GER: złota płyta - IRL: złota płyta - NZ: złota płyta - POL: 2× platynowa płyta - SWE: złota płyta - SWI: złota płyta - UK: platynowa płyta                                                                                    |
| 2013                                                    | The 20/20 Experience – 2 of 2 - Wydany: 27 września 2013 - Wytwórnia: RCA Records - Format: CD, digital download, LP       | 1                            | 4                            | 8                            | 5                            | 15                           | 1                            | 2                            | 22                           | 21                           | 12                           | 4                            | 3                            | –                            | 4                            | 2                            | 3                            | 14                           | 9                            | 8                            | 2                            | 2                            | - USA: 1 000 000+                                       | - USA: platynowa płyta - CAN: platynowa płyta - UK: srebrna płyta |
| 2018                                                    | Man of the Woods - Wydany: 2 lutego 2018 - Wytwórnia: RCA Records - Format: CD, digital download, LP                       |                              |                              |                              |                              |                              |                              |                              |                              |                              |                              |                              |                              |                              |                              |                              |                              |                              |                              |                              |                              |                              | - POL: 20 000+                                          | - POL: platynowa płyta |
| 2024                                                    | Everything I Thought It Was - Wydany: 15 marca 2024 - Wytwórnia: RCA Records - Format: CD, digital download, LP, streaming |                              |                              |                              |                              |                              |                              |                              |                              |                              |                              |                              |                              |                              |                              |                              |                              |                              |                              |                              |                              |                              |                                                         | |
| „–” oznacza, że album nie był notowany na danej liście. | |                              |                              |                              |                              |                              |                              |                              |                              |                              |                              |                              |                              |                              |                              |                              |                              |                              |                              |                              |                              |                              |                                                         | |

## Kompilacje
| Rok                                                     | Dane dot. albumu | Najwyższe pozycje na listach | Najwyższe pozycje na listach | Najwyższe pozycje na listach | Najwyższe pozycje na listach | Najwyższe pozycje na listach | Najwyższe pozycje na listach | Najwyższe pozycje na listach | Najwyższe pozycje na listach | Sprzedaż          | Certyfikat             |
| Rok                                                     | Dane dot. albumu | AUS                          | BEL (FL)                     | BEL (WAL)                    | DEN                          | ESP                          | NLD                          | NZ                           | UK                           | Sprzedaż          | Certyfikat             |
| ------------------------------------------------------- | --- | ---------------------------- | ---------------------------- | ---------------------------- | ---------------------------- | ---------------------------- | ---------------------------- | ---------------------------- | ---------------------------- | ----------------- | ---------------------- |
| 2010                                                    | 12" Masters – The Essential Mixes - Wydany: 17 września 2010 - Wytwórnia: Jive Records - Format: CD, digital download                  | –                            | –                            | –                            | –                            | –                            | –                            | –                            | –                            |                   |                        |
| 2013                                                    | The 20/20 Experience – The Complete Experience - Wydany: 27 września 2013 - Wytwórnia: Jive Records - Format: CD, digital download, LP | 46                           | 36                           | 77                           | 7                            | 44                           | 30                           | 22                           | 27                           | - USA: 1 000 000+ | - USA: platynowa płyta |
| „–” oznacza, że album nie był notowany na danej liście. | |                              |                              |                              |                              |                              |                              |                              |                              |                   |                        |

## EP
| Rok  | Dane dot. albumu |
| ---- | --- |
| 2003 | Justin & Christina (wraz z Christiną Aguilerą) - Wydany: 1 lipca 2003 - Wytwórnia: RCA Records, Bertelsmann Music Group, Jive Records - Format: CD |
| 2004 | I’m Lovin’ It - Wydany: 1 lipca 2003 - Wytwórnia: Jive Records - Format: digital download                                                          |
| 2013 | iTunes Festival: London 2013 - Wydany: 15 grudnia 2013 - Wytwórnia: RCA Records - Format: digital download                                         |

## Single

### Jako główny artysta
| 2002                                                     | „Like I Love You”                                    | 11 | 8  | 29 | 6  | 27 | 11 | 4  | –  | –  | –   | 16 | 5  | 17 | 5  | 10 | 6  | –  | 14 | 14 | 2  | - UK: srebrna płyta | Justified                      |
| 2002                                                     | „Cry Me a River”                                     | 3  | 2  | 29 | 7  | 5  | 2  | 11 | –  | 19 | 6   | 13 | 6  | 14 | 6  | 10 | 11 | –  | 10 | 20 | 2  | - UK: złota płyta | Justified                      |
| 2003                                                     | „Rock Your Body”                                     | 5  | 1  | 56 | 6  | 14 | –  | 3  | –  | 6  | 15  | 25 | 4  | 21 | 6  | 17 | 4  | –  | 15 | 34 | 2  | - USA: złota płyta - UK: srebrna płyta | Justified                      |
| 2003                                                     | „Señorita”                                           | 27 | 6  | 61 | 15 | –  | 19 | 13 | –  | –  | 41  | 51 | 15 | 37 | 26 | –  | 4  | –  | 29 | 42 | 13 | | Justified                      |
| 2003                                                     | „Still on My Brain”                                  | –  | –  | –  | –  | –  | –  | –  | –  | –  | –   | –  | –  | –  | –  | –  | –  | –  | –  | –  | –  | | Justified                      |
| 2003                                                     | „I’m Lovin’ It”                                      | –  | –  | 55 | 25 | –  | –  | –  | –  | –  | –   | 50 | 15 | –  | 27 | –  | –  | –  | 43 | 47 | –  | | Live from London               |
| 2006                                                     | „SexyBack”                                           | 1  | 1  | 5  | 3  | 2  | 1  | 12 | –  | 3  | 8   | 1  | 1  | 3  | 7  | 1  | 1  | –  | 4  | 2  | 1  | - USA: 3× platynowa płyta - CAN: 3× platynowa płyta - UK: złota płyta                                                                      | FutureSex/LoveSounds           |
| 2006                                                     | „My Love” (oraz T.I.)                                | 1  | 3  | 6  | 16 | 17 | –  | –  | –  | 5  | 10  | 4  | 4  | 12 | 19 | –  | 1  | –  | 2  | 2  | 2  | - USA: platynowa płyta - UK: srebrna płyta                                                                                                 | FutureSex/LoveSounds           |
| 2006                                                     | „What Goes Around... Comes Around”                   | 1  | 3  | 5  | 8  | 17 | 3  | 15 | –  | 3  | 5   | 5  | 6  | 11 | 13 | 7  | 3  | –  | 10 | 5  | 4  | - USA: platynowa płyta - CAN: platynowa płyta - UK: srebrna płyta                                                                          | FutureSex/LoveSounds           |
| 2007                                                     | „Lovestoned”                                         | 17 | 11 | 21 | 14 | 29 | 5  | 15 | –  | 7  | 28  | 15 | 12 | 10 | 8  | –  | 17 | –  | 9  | 19 | 11 | - USA: złota płyta | FutureSex/LoveSounds           |
| 2007                                                     | „The Only Promise That Remains” (oraz Reba McEntire) | –  | –  | –  | –  | –  | –  | –  | –  | –  | –   | –  | –  | –  | –  | –  | –  | –  | –  | –  | –  | | Reba: Duets                    |
| 2007                                                     | „Until the End of Time” (oraz Beyoncé)               | 17 | –  | –  | –  | –  | –  | 30 | –  | –  | 39  | –  | –  | –  | –  | –  | 31 | –  | 60 | –  | –  | - USA: złota płyta | FutureSex/LoveSounds           |
| 2007                                                     | „Summer Love”                                        | 6  | –  | 47 | –  | –  | 8  | –  | –  | –  | –   | 39 | –  | –  | –  | –  | 15 | –  | 38 | –  | –  | - USA: platynowa płyta - CAN: złota płyta                                                                                                  | FutureSex/LoveSounds           |
| 2008                                                     | „Follow My Lead” (oraz Esmée Denters)                | –  | –  | –  | –  | –  | –  | –  | –  | –  | –   | –  | –  | –  | –  | –  | –  | –  | –  | –  | –  | | Singel niealbumowy             |
| 2013                                                     | „Suit & Tie” (oraz Jay-Z)                            | 3  | 9  | 36 | 9  | 13 | 3  | 1  | 17 | –  | 8   | 25 | 16 | –  | 10 | –  | 14 | –  | –  | 31 | 3  | - USA: 2× platynowa płyta - CAN: 2× platynowa płyta - UK: srebrna płyta                                                                    | The 20/20 Experience           |
| 2013                                                     | „Mirrors”                                            | 2  | 10 | 7  | 17 | 35 | 4  | 4  | 19 | 12 | 15  | 2  | 5  | –  | 10 | 7  | 7  | 1  | 16 | 5  | 1  | - USA: 2× platynowa płyta - AUT: złota płyta - CAN: 3× platynowa płyta - GER: platynowa płyta - SWI: platynowa płyta - UK: platynowa płyta | The 20/20 Experience           |
| 2013                                                     | „Tunnel Vision”                                      | –  | 63 | –  | –  | –  | –  | –  | –  | –  | –   | –  | 75 | –  | –  | –  | –  | –  | –  | –  | 61 | | The 20/20 Experience           |
| 2013                                                     | „Take Back the Night”                                | 29 | 57 | –  | 26 | 45 | 23 | 37 | –  | –  | 85  | 52 | 49 | –  | 38 | –  | –  | –  | –  | 48 | 22 | - CAN: złota płyta | The 20/20 Experience – 2 of 2  |
| 2013                                                     | „TKO”                                                | 36 | –  | –  | –  | –  | 28 | –  | –  | –  | 163 | 71 | 51 | –  | –  | –  | –  | –  | –  | 68 | 58 | - USA: złota płyta - CAN: złota płyta | The 20/20 Experience – 2 of 2  |
| 2015                                                     | „Not a Bad Thing”                                    | 8  | 10 | 69 | –  | –  | 9  | 16 | –  | –  | –   | 62 | 38 | –  | 46 | –  | 5  | –  | –  | 29 | 21 | - USA: platynowa płyta | The 20/20 Experience – 2 of 2  |
| 2015                                                     | „Love Never Felt So Good” (oraz Michael Jackson)     | 9  | 28 | 20 | 4  | 6  | 20 | 1  | 6  | –  | 2   | 18 | 17 | 4  | 2  | –  | 12 | 13 | 57 | 15 | 8  | - USA: platynowa płyta - UK: srebrna płyta                                                                                                 | Xscape                         |
| 2016                                                     | „Can’t Stop the Feeling!”                            |    |    |    |    |    |    |    |    |    |     |    |    |    |    |    |    |    |    |    |    | - POL: diamentowa płyta | ścieżka dźwiękowa filmu Trolle |
| 2018                                                     | „Filthy”                                             |    |    |    |    |    |    |    |    |    |     |    |    |    |    |    |    |    |    |    |    | - POL: złota płyta | Man of the Woods               |
| 2018                                                     | „Say Something” (gośc. Chris Stapleton)              |    |    |    |    |    |    |    |    |    |     |    |    |    |    |    |    |    |    |    |    | - POL: 2× platynowa płyta | Man of the Woods               |
| 2024                                                     | „Selfish”                                            |    |    |    |    |    |    |    |    |    |     |    |    |    |    |    |    |    |    |    |    | - POL: złota płyta | Everything I Thought It Was    |
| „–” oznacza, że singel nie był notowany na danej liście. |                                                      |    |    |    |    |    |    |    |    |    |     |    |    |    |    |    |    |    |    |    |    | |                                |

### Z gościnnym udziałem
| 2003                                                     | „Work It” (singel Nelly’ego)                                        | 68 | 14 | 53 | 26 | 37 | 13 | –  | –  | –  | –  | 31 | 11 | – | 16 | 15 | 17 | 41 | 59 | 7  |                                            | Nellyville                              |
| 2005                                                     | „Signs” (singel Snoop Dogga wraz z Charliem Wilsonem)               | 46 | 1  | 5  | 11 | 20 | –  | 3  | –  | –  | 13 | 3  | 3  | 7 | 6  | 12 | 4  | 58 | 5  | 2  | - UK: srebrna płyta                        | R&G (Rhythm & Gangsta): The Masterpiece |
| 2006                                                     | „Dick in a Box” (singel The Lonely Island)                          | –  | 61 | –  | –  | –  | 82 | –  | –  | –  | –  | –  | –  | – | –  | –  | –  | –  | –  | –  |                                            | Incredibad                              |
| 2007                                                     | „Give It to Me” (singel Timbalanda wraz z Nelly Furtado)            | 1  | 16 | 3  | 4  | 7  | 1  | –  | –  | 6  | 7  | 3  | 2  | 8 | 8  | 4  | 2  | 21 | 6  | 1  | - SWI: platynowa płyta - UK: srebrna płyta | Shock Value                             |
| 2007                                                     | „Ayo Technology” (singel 50 Centa)                                  | 5  | 10 | 14 | 13 | 6  | 12 | 7  | 17 | 7  | 5  | 3  | 3  | – | 19 | 7  | 1  | 8  | 2  | 2  | - UK: złota płyta                          | Curtis                                  |
| 2008                                                     | „4 Minutes” (singel Madonny wraz z Timbalandem)                     | 3  | 1  | 2  | 1  | 1  | 1  | 1  | 1  | 1  | 2  | 1  | 1  | 1 | 1  | 1  | 3  | 2  | 1  | 1  | - GER: platynowa płyta - UK: złota płyta   | Hard Candy                              |
| 2008                                                     | „Can’t Believe It” (Remix) (singel T-Paina)                         | –  | –  | –  | –  | –  | –  | –  | –  | –  | –  | –  | –  | – | –  | –  | –  | –  | –  | –  |                                            |                                         |
| 2009                                                     | „Dead and Gone” (singel T.I.)                                       | 2  | 4  | 11 | 28 | –  | 3  | 11 | –  | 12 | –  | 7  | 3  | – | 20 | 8  | 2  | 20 | 18 | 4  | - UK: srebrna płyta                        | Paper Trail                             |
| 2009                                                     | „Love Sex Magic” (singel Ciary)                                     | 10 | 5  | 17 | 19 | 33 | 6  | 12 | –  | –  | 8  | 7  | 4  | – | 41 | –  | 6  | 4  | 11 | 5  | - UK: srebrna płyta                        | Fantasy Ride                            |
| 2009                                                     | „Carry Out” (singel Timbalanda)                                     | 11 | 58 | 57 | –  | –  | 7  | –  | –  | –  | –  | 42 | 3  | – | 37 | –  | 15 | –  | 80 | 6  | - UK: srebrna płyta                        | Shock Value II                          |
| 2010                                                     | „Winner” (singel Jamiego Foxxa wraz z T.I.)                         | 28 | –  | –  | –  | –  | 23 | –  | –  | –  | –  | –  | –  | – | –  | –  | 28 | –  | –  | –  |                                            | Best Night of My Life                   |
| 2010                                                     | „Love Dealer” (singel Esmée Denters)                                | –  | –  | –  | –  | –  | –  | –  | –  | –  | –  | –  | –  | – | 32 | –  | –  | –  | –  | 68 |                                            | Outta Here                              |
| 2010                                                     | „Ain’t No Doubt About It” (singel Game’a)                           | –  | –  | –  | –  | –  | –  | –  | –  | –  | –  | –  | –  | – | –  | –  | –  | –  | –  | –  |                                            |                                         |
| 2010                                                     | „Motherlover” (singel The Lonely Island)                            | –  | –  | –  | –  | –  | –  | –  | –  | –  | –  | –  | –  | – | –  | –  | –  | –  | –  | –  |                                            | Turtleneck & Chain                      |
| 2010                                                     | „3-Way (The Golden Rule)” (singel The Lonely Island wraz Lady Gagą) | –  | –  | –  | –  | –  | –  | –  | –  | –  | –  | –  | –  | – | –  | –  | –  | –  | –  | –  |                                            | The Wack Album                          |
| 2010                                                     | „Role Model” (singel FreeSol)                                       | –  | –  | –  | –  | –  | –  | –  | –  | –  | –  | –  | –  | – | –  | –  | –  | –  | –  | –  |                                            | No Rules                                |
| 2010                                                     | „Fascinated” (singel FreeSol)                                       | –  | –  | –  | –  | –  | –  | –  | –  | –  | –  | –  | –  | – | –  | –  | –  | –  | –  | –  |                                            | No Rules                                |
| 2013                                                     | „Holy Grail” (singel Jaya-Z)                                        | 4  | 42 | –  | 26 | 28 | 13 | 11 | –  | –  | 40 | 24 | 53 | – | 83 | 11 | 18 | 15 | 24 | 7  | - UK: srebrna płyta                        | Magna Carta Holy Grail                  |
| „–” oznacza, że singel nie był notowany na danej liście. |                                                                     |    |    |    |    |    |    |    |    |    |    |    |    |   |    |    |    |    |    |    |                                            |                                         |